# Rue Ferdinand-Fabre
La rue Ferdinand-Fabre est une rue du 15e arrondissement de Paris.

## Situation et accès

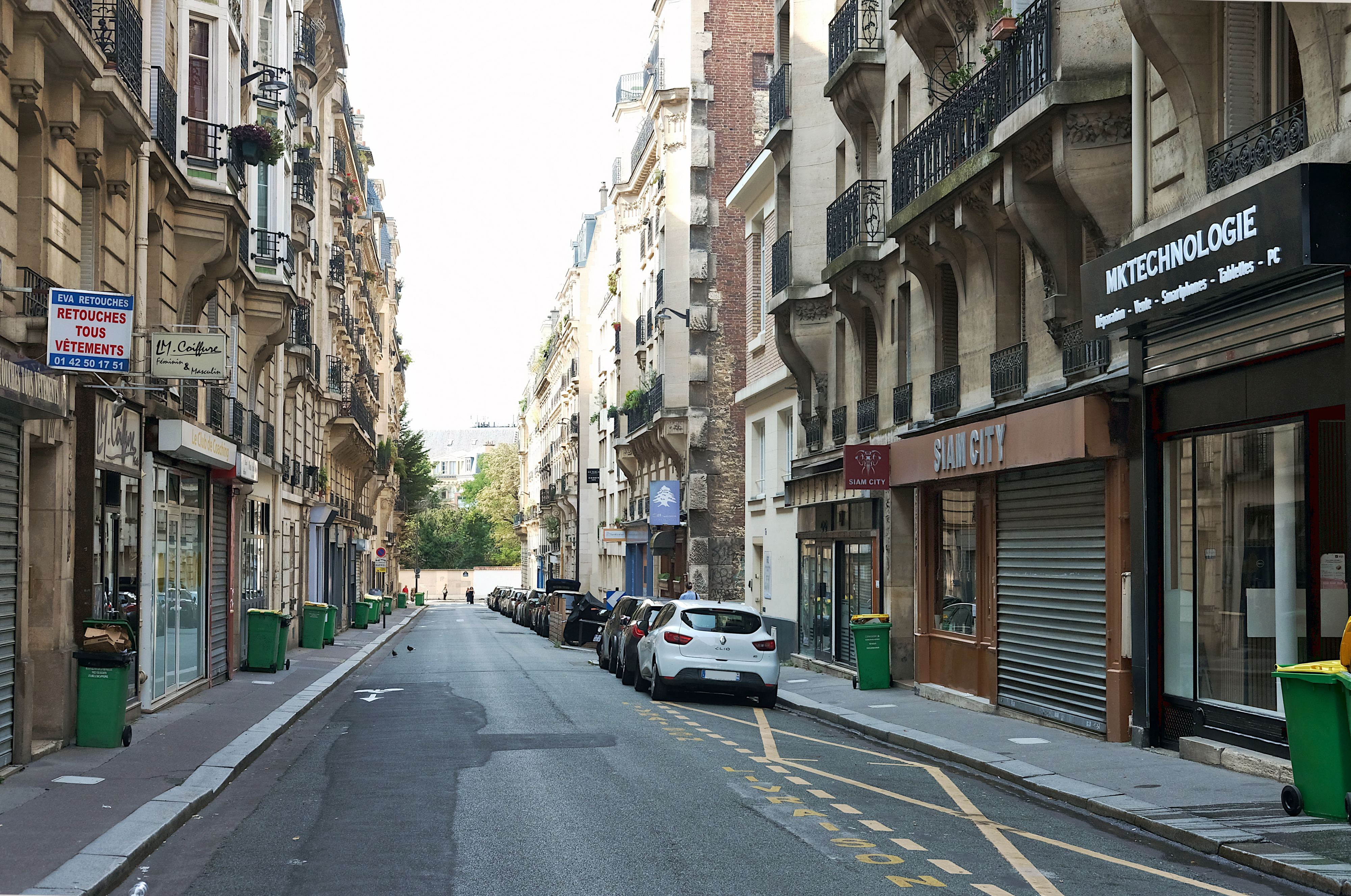
La rue en 2024.

## Origine du nom
Elle porte le nom du littérateur français Ferdinand Fabre (1827-1898).

## Historique
Cette voie ouverte en 1890 sous le nom de « rue Gabriel-Brousse », prend sa dénomination actuelle par un arrêté du 2 août 1899.